# ヴァリャーグ

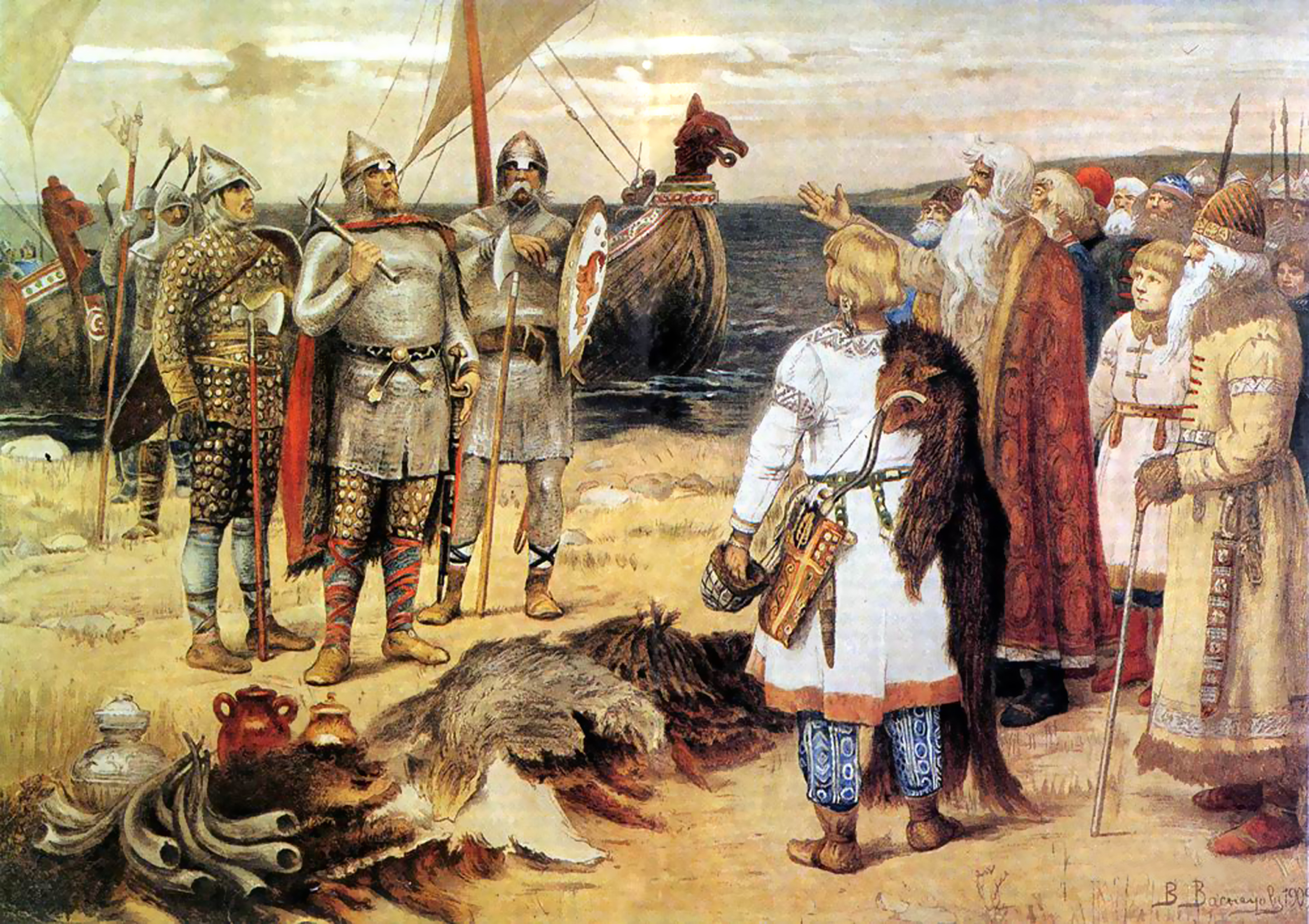
鎧に身を包み船に乗ってルーシの地を訪れたヴァリャーグたち。手前は現地のスラヴ人。

ヴァリャーグ（古東スラヴ語: Варягъ、ギリシア語: Βάραγγος、古ノルド語: Væringjar、ウクライナ語: Варя́г, Variah、ベラルーシ語: Вара́г, Varah、ロシア語: Варя́г, Varyag）とは、スラヴ語名によるヴァイキング（ヴィーキング）である。複数形はヴァリャーギ（古東スラヴ語: Варягы, Варязі, Варяже、ギリシア語: Βάραγγοι, Varangoi, Βαριάγοι, Variagoi、ウクライナ語: Варя́ги, Variahy、ベラルーシ語: Вара́гі, Varahi、ロシア語: Варя́ги, Varyagi）。
東スラヴ人による呼称でゲルマン人の一派を指す。一般的には、「ヴァイキング」として知られるスウェーデンからデンマークに居住していたノルマン人の事であると現代では解釈されている。ロシアでは15世紀までスウェーデン人をヴァリャーグと呼んでいた。
実のところは、民族系統については不明との説もあり、ノルマン人と似た習俗があったとされ、一般的に東スラヴ人による呼称でゲルマン人の一派を指し、スカンディナヴィアから出てロシア平原に出現したヴァイキングの事とされているが、物的証拠の乏しさもあり、あくまで移動ルートは推測である。

## 概要
ルーシ原初年代記『過ぎし日々の物語』で言及されている。ヴァイキングは、東スラヴ人に知られており、ヴァリャーグの各部族は、ルーシ（ルス族）、スヴェリ（スウェーデン人）、ノルマン（ノルマン人）＝アングル（アングル人）及びゴート人であると伝えられている。年代記によれば、海の向こうから渡ってきた彼らが、ルーシ国家の建設に携わったと書かれ、傭兵、海賊、交易などで活躍していた彼らを支配者として迎え入れたと言われている（ルーシ国家の成立については、特に建国者であるルーシ族の出自を巡ってノルマン説、反ノルマン説がある→ヴァイキング参照）。ルーシの国家形成に深く関わったが、ソ連の研究史においては、ヴァリャーグとは、必ずしもスカンディナヴィア人（ノルマン人）のみを指しておらず、上記の様にその他のゲルマン人も含んでいると思われる。彼らヴァリャーグは、スラヴ人の地に定住し、1世紀程で東スラヴ人に同化される事となった。彼らの特徴は、特に商業的な物を帯びていたと言われている。また、ヴァリャーグの特徴として武装船団を率いていており、船（ロングシップ）を埋葬するといったヴァイキングの特徴を示す事物も伝えられている。彼らは8世紀後半から9世半ばにかけての「ルーシ・カガン国」の支配者階級であったと言われ、ノルマン系とされるが出自の不明なルーシと呼ばれる人々によって建国されたと言われている。

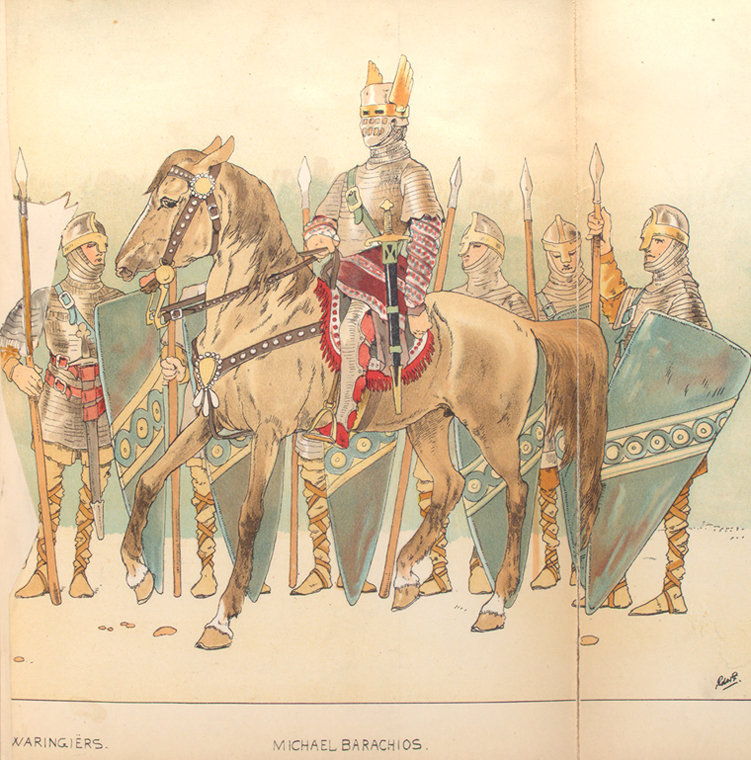
東ローマにおけるヴァリャーグの騎士たち。

なお、キエフ大公国が完成させた、陸上交通網「ヴァリャーギからギリシアへの道」は、このヴァリャーグから来ている。この通商路は、ヴァイキングによって築かれ、バルト海から、黒海へ通じる経済網でもあった。またヴォルガ川からカスピ海へ向かう通商路の開拓によってイスラム帝国との交易も盛んになる事となった。この事だけでもヴァリャーグの果たしたルーシでの功績は多大であったと言える。彼らの行いによって、後年のキエフ大公国の繁栄の基礎となり、ルーシという大国家の形成に重要な寄与を与えたと言っても良いと言える。彼らの故地とも言えるスウェーデンとも何事かの結び付きを保ち、北欧と、地中海世界、イスラム世界との仲介役も果たしている。ヴァリャーグの勢力が弱まった後も、キエフ大公国が、スウェーデンなどからノルマン人の植民や傭兵を受け入れている事からしても、北欧と東欧との連携役を務めた、このヴァリャーグによる政治的に重大な関与があったこそだったからと言える。また、キエフ大公国における従士団（ハスカール）はスカンディナヴィアの出身であるとされ、キエフ大公ウラジーミル1世は実際にキエフ大公に就くためにスウェーデンで兵士を調達している。彼はルーシにおけるヴァリャーグ人時代の最後の君主であり、スウェーデンから来たヴァリャーグたちを東ローマ帝国に親衛隊として輸出している（ヴァラング隊 (Varangias)）。これを最後にキエフ大公国はキリスト教化（正教会）し、ヴァリャーグ人の時代は終ったと言える（もっとも、ノルウェー・ヴァイキングであるハーラル3世やオーラヴ・トリグヴァソンがリューリク朝の庇護下にあったこともある）。
ちなみに8世紀から9世紀にかけてバルト地方（エストニア、リヴォニア）をヴァイキングが支配したと北欧の伝承「サガ」には描かれているが、これが事実であるかは定かでない。また、このヴァイキングがいわゆるヴァリャーグであるかも同様である。史実に基づかない可能性もある。ただこの時代のスウェーデン系ヴァイキングが、バルト海を事実上支配していた（現在の制海権とは異なる）可能性は高く、だからこそ、東欧進出が可能であったとも言える。また、ヴァリャーグたちは、クリミアゴート族の存在に気づいていたとされている。ギュータサガ（サガ）によれば、ゴットランド島の3分の1の住民が島を去ってギリシアの島々に移住しなければならなくなったとき、移住先で古ギュートモールとほとんど同一の言語が保たれていることに気づいた、とルーン文字で銘文してあったと言われている（クリミアゴート語を参照）。ヴァリャーグたちの活動は、年代記以外の記述による証拠に乏しいが、彼らの消息は、スウェーデン国内外で発見されている「ルーン石碑」によって、その足跡がその後の研究によって明らかとなっている。

## 略史
- 8世紀頃にバルト海を掌握。ヴァリャーグ海とも呼称される。
- 9世紀中頃、ルーシ族の族長リューリクがラドガを支配。彼らの一族は、ドニエプル川やヴォルガ川を下り、東ローマ帝国やイスラム帝国などとの交易網を築く。ヴァリャーグたちは、東スラヴ人の地を「ガルダリケ」と呼称した。彼らは、ポロツク、スモレンスク、チェルニゴフ、ペレヤスラヴリなどの都市を建設したと言われている（ルーシ・カガン国も参照）。
- 860年、ヴァリャーグが東ローマ帝国の首都コンスタンティノポリスを攻撃するも撃退される。彼らはこの地をミクラガルドと呼んだ（ルーシ・ビザンツ戦争）。
- 862年、スラヴ人の懇願を受け、リューリクがノヴゴロドを征服。ノヴゴロド公国（ホルムガルド）の成立と見なされる。
- 882年、リューリクの子とされるイーゴリが同族のオレグの後見の元に、キエフ大公国を建設する。
- 911年、オレグが東ローマ帝国とルーシ初の条約を結び、東欧の交易網を完成させる。
- 924年、イーゴリ1世、キエフ大公として即位。以降、ルーシは、支配者がノルマン系からスラヴ系へと移行していく。しかしノルマン人をルーシに植民させる政策は、この後もしばらくは続けられた。
- 980年、ノヴゴロド公ウラジーミル1世、ノルマン人を率いてキエフ大公国に帰還。キエフ大公に即位したウラジーミル1世は、親スカンディナヴィア政策を行うが、988年にキリスト教（正教会）を国教に定めた事で、ルーシにおけるヴァリャーグ人時代は彼と共に終焉を迎える事となった。
- 1019年、スウェーデン王オーロフの王女がノヴゴロド公ヤロスラフ1世と結婚。見返りにスウェーデン貴族がラドガの支配者となる。ラドガは、ヴァリャーグの影響が11世紀まで残った。

## 著名な人物
- リューリク（ルーリック）
- オレグ（ヘルギ）
- イーゴリ1世（イングヴァル）
- オリガ（ヘルガ） - ノルマン人説もある。
- ハーラル - ヤロスラフ1世に仕えた。

## 反ノルマン説
東スラヴ人、特にモスクワ大公国から発展したロシア帝国は、ルーシの建国者としてのノルマン人の関与を払拭させようとした。ルーシないしラテン語のルテニアを東スラヴ人の起源に帰そうというものである（特に「ルーシ」と言う言葉は、必ずしも起源が明らかでなく、現在も東欧の歴史家と西欧の歴史家との間で論争が続いている）。そしてルーシ国家の破壊者、侵略者と見なしたのである。こうした主張は、20世紀のソヴィエト連邦時代でも強調された。しかしこれらの主張は、その後の研究、考古学調査から根拠のない物として扱われている（ルーシ族の項目を参照）。もっともヴァリャーグたちの活動は、主にルーシや東スラヴ人側から記録されているため、征服者としての一面も持ち合わせていると言える。当時の東スラヴ人の親スカンディナヴィア的視点から、たとえリューリクらの存在が半伝説的あっても、ノルマン人はルーシ国家の成立には何らかの形で関与していたのは事実と思われている。現在においても、この説は存在しており、東欧の歴史家の中にも提起が行われている。ちなみにスウェーデンに何千と残るルーン文字で刻まれているルーン石碑の中には、「父は仲間たちと東方に向かい、遙か南の国で死んだ」と記されている。